# Кріс Друрі
Крістофер Друрі (англ. Christopher Drury; 20 серпня 1976, м. Трамбулл, США) — американський хокеїст, центральний нападник. Його старший брат — Тед Друрі, також був гравцем НХЛ.
Виступав за Бостонський університет (NCAA), «Колорадо Аваланш», «Калгарі Флеймс», «Баффало Сейбрс», «Нью-Йорк Рейнджерс».
В чемпіонатах НХЛ — 892 матчі (260+355), у турнірах Кубка Стенлі — 135 матчів (47+42).
У складі національної збірної США учасник зимових Олімпійських ігор 2002, 2006 і 2010 (18 матчів, 2+3), учасник чемпіонатів світу 1997, 1998 і 2004 (23 матчі, 4+6), учасник Кубка світу 2004 (5 матчів, 0+0). У складі молодіжної збірної США учасник чемпіонату світу 1996.
Досягнення
- Срібний призер зимових Олімпійських ігор (2002, 2010)
- Бронзовий призер чемпіонату світу (2004)
- Володар Кубка Стенлі (2001)
- Володар Пам'ятного трофея Колдера (1999)
- Володар Кубка Вікторії (2008).